# Ronal barbaren
Ronal barbaren és una pel·lícula danesa d'animació del 2011 dirigida per Thorbjørn Christoffersen, Kresten Vestbjerg Andersen i Philip Einstein Lipski. La tècnica d'animació utilitza imatges generades per ordinador tridimensionals. Fou creada inicialment alhora en dos idiomes: danès i anglès. La pel·lícula és una paròdia del cinema d'aventures amb ambientació dels mons d'espasa i bruixeria.
El 2016 una empresa xinesa, Twinkle Film Productions, comprà els drets de la pel·lícula per a fer-ne una versió live-action.
Les crítiques no l'han posat generalment en una nota aprovada. Internacionalment tingué prou èxit, arribant a vendre's a més de 15 països. Al Festival de Sitges fou nominada a la Millor pel·lícula d'animació i guanyà un premi del Festival d'Annecy i un altre del Festival de Gijón.